# Bertel Thorvaldsen (trein)
De Bertel Thorvaldsen was een Europese internationale trein op de Vogelfluglinie tussen Kopenhagen en Hamburg. De trein is genoemd naar de Deense beeldhouwer Bertel Thorvaldsen.

## EuroCity
In 1992 werd op de Vogelfluglinie een twee-uursfrequentie ingevoerd voor de EuroCity's, waarbij 's morgens zelfs om het uur werd gereden. Hierdoor werd het aantal treinen per richting verhoogd van drie naar zeven. De Bertel Thorvaldsen was op 31 mei 1992 een van de nieuwkomers. De treinen werden genummerd vanaf 180, in de volgorde van vertrek uit Hamburg, de Bertel Thorvaldsen kreeg de nummers EC 188 en EC 189.

### Rollend materieel
De dienst werd gestart met getrokken treinen, samengesteld uit rijtuigen van de Deutsche Bundesbahn. Sinds juni 1997 wordt gereden met IC/3-treinstellen van de Deense spoorwegen.

### Route en dienstregeling
| EC 189 | Land       | Station                 | Km  | EC 188 |
| ------ | ---------- | ----------------------- | --- | ------ |
| 11:20  | Denemarken | København Hovedbanegård | 0   | 18:20  |
|        | Denemarken | Høje Taastrup           | 20  |        |
|        | Denemarken | Ringsted                | 54  |        |
|        | Denemarken | Naestved                | 91  |        |
|        | Denemarken | Nykøbing                | 147 |        |
|        | Denemarken | Rødby Færge             | 183 |        |
|        | Denemarken | Rødby Færge (boot)      | 183 |        |
|        | Duitsland  | Puttgarden (boot)       | 202 |        |
|        | Duitsland  | Puttgarden              | 202 |        |
|        | Duitsland  | Lübeck                  | 291 |        |
| 16:30  | Duitsland  | Hamburg Hbf             | 353 | 13:11  |

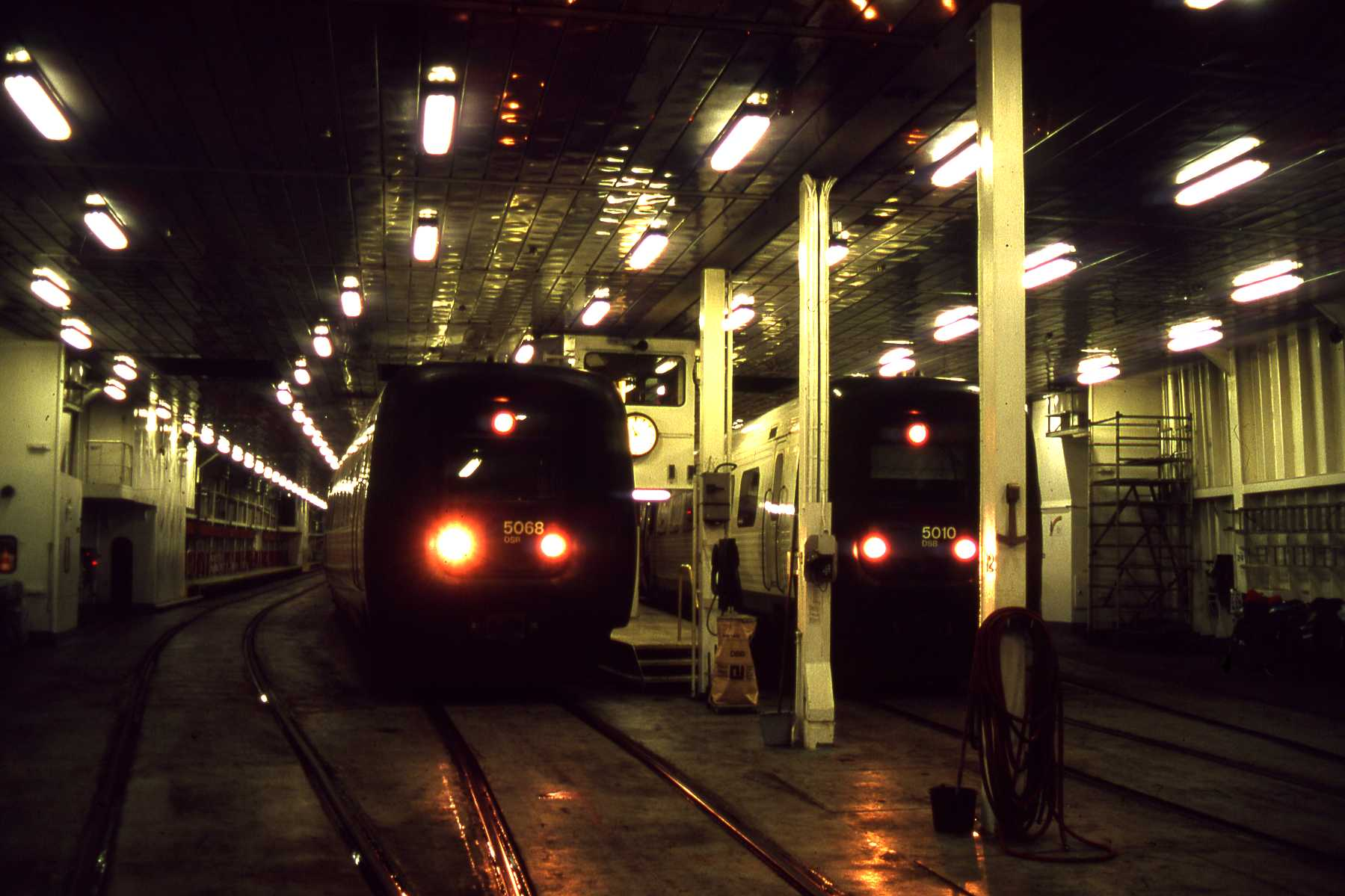
IC/3 tijdens de overtocht van Puttgarden naar Rødby Færge

In september 1993 werd het aantal treinen terruggebracht tot vijf per richting per dag. De namen bleven wel bestaan en vooruitlopend op deze maatregel had de Bertel Thorvaldsen van Kopenhagen naar Hamburg al op 23 mei 1993 het nummer EC 1189 gekregen. Vanaf september 1993 tot 28 mei 1994 reed de Bertel Thorvaldsen alleen van Hamburg naar Kopenhagen, terwijl EC Rosenborg alleen van Kopenhagen naar Hamburg reed. Op 29 mei 1994 is de Rosenborg uit de dienstregeling genomen en werd voortaan in beide richtingen onder de naam Bertel Thorvaldsen gereden. Hierbij kreeg de Bertel Thorvaldsen treinnummer EC 184 richting Kopenhagen en EC 185 richting Hamburg.
Op 12 december 2004 vervielen de namen voor de EuroCity's op de Vogelfluglinie en werd de dienst naamloos voortgezet.